# Перші дні весни
«Перші дні весни» — картина  іспанського художника Сальвадора Далі в стилі сюрреалізм, написана у 1929 році.